# Паџет Ајланд (Вашингтон)
Паџет Ајланд (енгл. Puget Island) насељено је место без административног статуса у америчкој савезној држави Вашингтон.

## Демографија
По попису из 2010. године број становника је 831.
| Група             | 2000.    | 2010.       |
| Белци             | 0 (0,0%) | 765 (92,1%) |
| Афроамериканци    | 0 (0,0%) | 2 (0,2%)    |
| Азијати           | 0 (0,0%) | 5 (0,6%)    |
| Хиспаноамериканци | 0 (0,0%) | 27 (3,2%)   |
| Укупно            | 0        | 831         |